# Bělořit okrový
Bělořit okrový (Oenanthe hispanica) je malý lejskovitý pták, příbuzný bělořita šedého. 

## Popis
Samec má okrové temeno, týl, hřbet a hruď, bílé břicho a kostřec, černou masku, křídla a černý ocas s bílými kořeny krajních per. Samice je zbarvena podobně, ale méně kontrastně. Hnízdí v oblasti Středozemního moře. Výjimečně zalétl dvakrát i do České republiky.

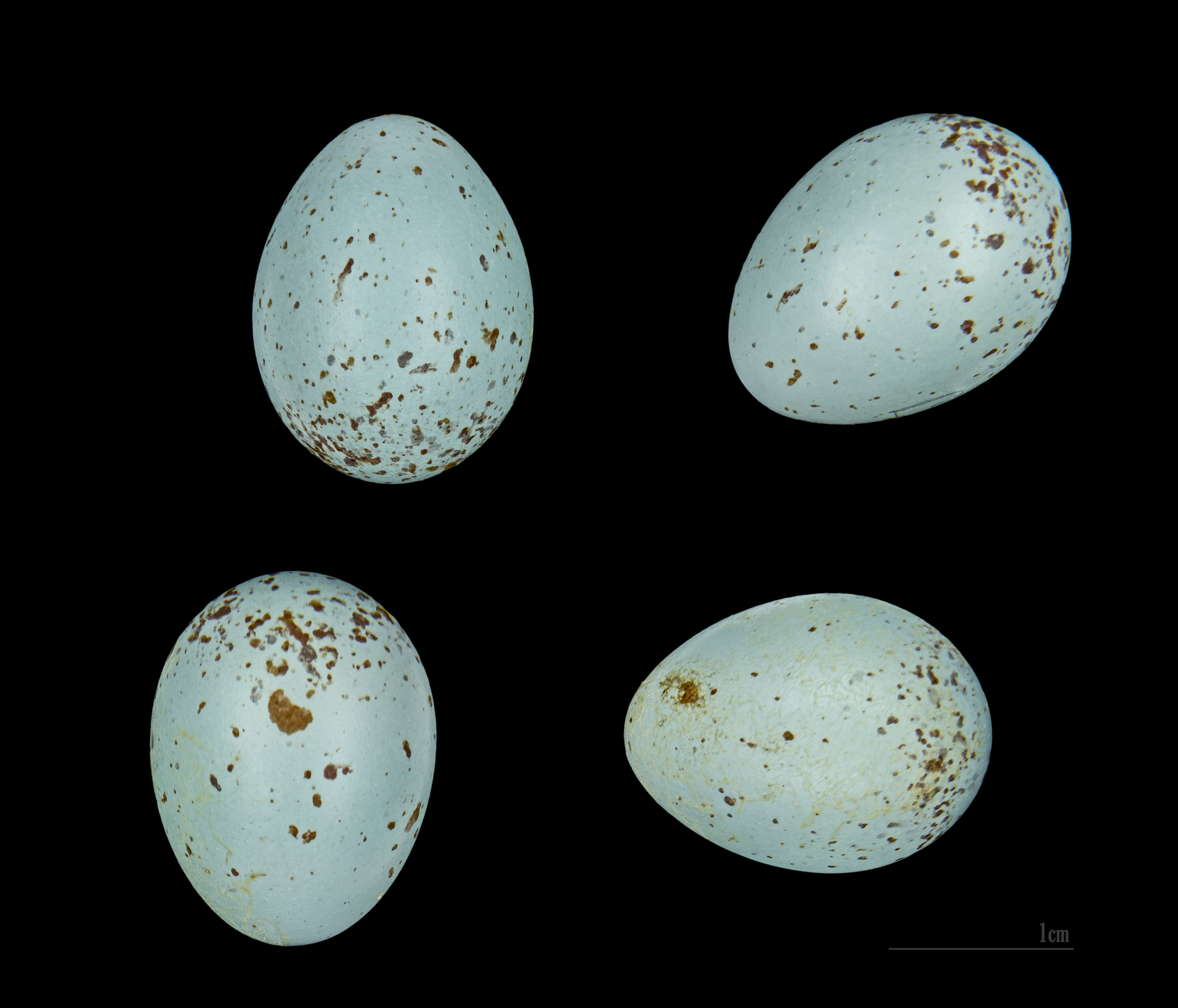
Vejce bělořita okrového (Oenanthe hispanica)